# Escucha
Escucha è un comune spagnolo di 1 090 abitanti situato nella comunità autonoma dell'Aragona.